# Eckhard Henscheid
Eckhard Henscheid (né le 14 septembre 1941 à Amberg) est un écrivain allemand.

## Biographie
Après son Abitur, il souhaitait être professeur de musique, mais il décide d'étudier à Munich l'allemand et le journalisme. Après une maîtrise sur Gottfried Keller, il devient journaliste à Ratisbonne et rédacteur à Francfort-sur-le-Main. En 1971, il travaille comme pigiste entre Francfort, Amberg et Arosa puis s'installe à Amberg avec sa femme.
Avec F. K. Waechter, F. W. Bernstein, Robert Gernhardt, Chlodwig Poth, Peter Knorr, Bernd Eilert et Hans Traxler, il fait partie des fondateurs de la Nouvelle école de Francfort et du magazine satirique Titanic.
En juillet 1970, Henscheid, alors membre du SPD, participe à l'occupation du siège d'Axel Springer Verlag. Cette occupation a lieu dans le cadre d'une action du magazine satirique pardon pour protester de l'incitation à la haine raciale dans le magazine Bild.
Au début des années 1990, il est en procès avec Gertrud Höhler (de) et René Boll, le fils de Heinrich Böll, après les avoir critiqués d'avoir accepté d'utiliser le prix Nobel dans une campagne publicitaire pour American Express. À plusieurs reprises, il se met en conflit avec les rédactions des journaux auxquels il participe, notamment par son soutien à Martin Walser, accusé d'antisémitisme.
Par ailleurs, il soutient la réforme de l'orthographe allemande de 1996.
En 2004, il participe avec Egon Bahr, Jürgen Roth (de) et d'autres artistes à un voyage sur la Volga en compagnie du président russe Vladimir Poutine et de Johannes Rau.

## Œuvre
La principale caractéristique de l’œuvre de Henscheid – au-delà de son combat contre les bévues et aberrations langagières, appelées collectivement le Dummdeutsch, sous toutes ses formes –, est sans doute la multiplicité des genres littéraires qu’il lui a plu de pratiquer. Son œuvre comprend en effet des récits, des romans, des idylles, des contes, des satires, des essais, des poésies, des pièces burlesques et polémiques, des gloses, et des critiques dans le domaine littéraire, artistique et musical. Il combine une virtuosité verbale de son estoc avec des motifs empruntés au romantisme et avec une critique sociale inspirée de l’école de Francfort.
Les romans de Henscheid — la Trilogie des laufenden Schwachsinns (littér. Trilogie de l’imbécillité courante) et Dolce Madonna Bionda —, son idylle Maria Schnee et nombre de ses récits mettent en scène des hommes qui subissent une désintégration mentale et succombent à une idée fixe. Ses personnages principaux s’adonnent entièrement à l’observation, allant jusqu’au voyeurisme ou à l’iconodulie, et évoluent dans un monde extérieur tout aussi dysfonctionnel et dément qu’eux-mêmes. Henscheid utilisant, comme romancier, souvent des faits et des situations réalistes propres à l’époque dans laquelle les textes furent écrits, ses œuvres furent tout d’abord, et un peu schématiquement, comprises comme une satire. Sa biographie de Kohl en est l’exemple le plus marquant.
Si la Trilogie fonctionne avec des narrateurs à la première personne, dans les autres œuvres de l’auteur, le narrateur occupe une position singulière, qui se traduit, notamment dans Maria Schnee, par une syntaxe particulière de la phrase se déroulant en temps réel, où le lecteur est amené à se mettre dans la tête du personnage. Henscheid incorpore dans ses textes – le plus souvent subrepticement – des citations tirées d’autres œuvres littéraires ou d’opéras, notamment de Dostoïevski et de Kafka. Henscheid partage avec Italo Svevo un intérêt pour la vieillesse.

### Publications
- Trilogie des laufenden Schwachsinns (Trilogie)
  - Die Vollidioten – Ein historischer Roman aus dem Jahr 1972. 1973
  - Geht in Ordnung – sowieso – – genau – – – Ein Tripelroman über zwei Schwestern, den ANO-Teppichladen und den Heimgang des Alfred Leobold. 1977
  - Die Mätresse des Bischofs. 1978
- Verdi ist der Mozart Wagners – Eine Art Opernführer. 1979
- Ein scharmanter Bauer. 1980
- Beim Fressen beim Fernsehen fällt der Vater dem Kartoffel aus dem Maul. 1981
- Der Neger (Negerl) (avec Emmanuel Kant). Munich, 1982
- Collectif, Unser Goethe – Ein Lesebuch. 1982
- Roßmann, Roßmann... – Drei Kafka-Geschichten. Haffmans, Zurich 1982
- Dolce Madonna Bionda. 1983
- Wie Max Horkheimer einmal sogar Adorno hereinlegte (Anekdoten über Fußball, Kritische Theorie, Hegel und Schach). 1983
- Dummdeutsch - Ein Wörterbuch. 1985
- Helmut Kohl. Biographie einer Jugend. 1985
- Frau Killermann greift ein (Erzählungen und Bagatellen). 1985
- (Mit F. W. Bernstein) Literarischer Traum- und Wunschkalender. Haffmans, Zurich 1985
- Mein Lesebuch (Anthologie). Fischer Taschenbuch 1986
- Erledigte Fälle. Bilder deutscher Menschen (avec des illustrations de Hans Traxler). Francfort-sur-le-Main, 1986
- Sudelblätter (Aufzeichnungen). 1987
- (Avec F. W. Bernstein) TV-Zombies - Bilder und Charaktere. Haffmans, Zurich 1987
- (Avec Bernd Eilert) Eckermann und sein Goethe. Ein Schau-/Hörspiel getreu nach der Quelle: Illustrationen von F. W. Bernstein). Francfort-sur-le-Main, 1987
- Maria Schnee – Eine Idylle. 1988
- Wir standen an offenen Gräbern (Nachrufe). 1988
- Kleine Trilogie der großen Zerwirrnis. 1988
- Standardsituationen (Fußballdramen). 1988
- Die Wurstzurückgehlasserin. Fünf Erzählungen. 1988
- Die drei Müllerssöhne. Zurich, 1989
- Was ist eigentlich der Herr Engholm für einer? – Ausgewählte Satiren und Glossen 1969–1989. 1989
- Hoch lebe Erzbischof Paul Casimir Marcinkus – Ausgewählte Satiren und Glossen 1970–1990, 2. Folge. Munich, 1990
- Wie man eine Dame verräumt – Ausgewählte Satiren und Glossen 1969–1990, 3. Folge. 1990
- Die Wolken ziehn dahin. Feuilletons. Haffmans, Zürich 1992
- Da lacht das runde Leder (Fußball-Anekdoten, avec des illustrations de F. W. Bernstein). Haffmans, Zürich 1992
- Die Lieblichkeit des Gardasee. Gesammelte Erzählungen. 1993
- An krummen Wegen - Gedichte und Anverwandtes. Haffmans, Zurich 1994
- (Avec Regina Henscheid) Die Zwicks. Fronvögte, Zwingherrn und Vasallen. Haffmans, Zürich (1995)
- Welche Tiere und warum das Himmelreich erlangen können. Neue theologische Studien. Reclam, Stuttgart (1995)
- (Avec Gerhard Henschel et Brigitte Kronauer) Kulturgeschichte der Mißverständnisse – Studien zum Geistesleben. Reclam, Ditzingen 1997
- 10:9 für Stroh - Drei Erzählungen. 1998
- Goethe unter Frauen – Elf biographische Klarstellungen. 1999
- Meine Jahre mit Sepp Herberger. 1999
- Jahrhundert der Obszönität. 2000
- Warum Frau Grimhild Alberich außerehelich Gunst gewährte - Neue musikalische Schriften (avec des illustrations de F. W. Bernstein). 2001
- (Mit Oliver Maria Schmitt) Erotik pur mit Flirt-Faktor – Worte der Woche und Verwandtes. 2002
- Der Streit um Martin Walser (Avec Martin Walser entre autres), 2002
- Die Nackten und die Doofen – Aufsätze zur Kulturkritik, zu Klampen! Verlag, Springe 2003,  (ISBN 978-3-934920-30-9).
- Gesammelte Werke. Zweitausendeins, Francfort-sur-le-Main, 2003 ff. (bis 2008 erschienen 10 Bände; vor der Fertigstellung des 11. und abschließenden Bands wurde aus verlagsökonomischen Gründen (Wechsel der Verlagsbesitzer usw.) die Werkausgabe vorzeitig abgeschlossen)
- Auweia, Infantilroman, Kunstmann 2007.
- Gott trifft Hüttler in Vaduz, Eine kleine Kulturgeschichte, Kunstmann 2008.
- Aus der Kümmerniß, Ein gotteskundlicher Roman, Wildleser Verlag 2012.
- Denkwürdigkeiten. Aus meinem Leben, Memoiren, Schöffling & Co., Francfort-sur-le-Main, 2013.
- Götter, Menschen und sieben Tiere: Richard Wagners »Ring des Nibelungen«. Ein Gestaltenreigen, Ditzingen 2013.

## Source, notes et références
- (de) Cet article est partiellement ou en totalité issu de l’article de Wikipédia en allemand intitulé « Eckhard Henscheid » (voir la liste des auteurs).